# Albrecht Wauters
Albrecht Wauters (24 november 1966) is een Vlaams radiopresentator.
Wauters zette zijn eerste stappen als dj bij lokale zenders in 1981 zoals Vrije Radio Velm, Radio Horizon (Sint-Truiden) en Radio 94 (Tienen). Hij begon zijn carrière bij Radio 3 (tegenwoordig Klara). In 1992 was hij een van de presentatoren van de nieuwe zender Radio Donna.
Gedurende zijn radiocarrière werkte hij mee aan de programma's Jabbedabeboe (Radio Donna), Vragen staat vrij, Gewoon Genieten, Alle Donders, Koffers en co, De Vliegende Vlaming en het succesvolle interactieve programma De Grote Beer (Radio 2), waarin absurde radiofeuilletons werden opgevoerd, zoals 'De ruimtevluchten van het schip Marie-Thumas', 'De meisjes van 3 B 11' en parodieën op Dallas en The Love Boat.
Wauters was ook enige tijd nieuwsanker van de Antwerpse regionale televisie (ATV).
Wauters verliet in oktober 2007 de VRT voor de nieuwe radiozender Vlaanderen 1. Eind januari verliet hij de zender Nostalgie op Linkeroever om weer terug te keren naar de VRT. Hij was onder meer opnieuw te horen in het vrijdagavonddiscoprogramma De Dansbar. Wauters is ook een veelzijdig spreker en een veelgevraagde presentator voor allerlei evenementen. Sinds begin 2011 was hij elke vrijdag te beluisteren in het programma 2 dansant tussen 20 uur en 1 uur. Daarna werd het programma overgenomen door Peter Hermans. In 2020 presenteerde hij De rockshow op zaterdagavond tussen 20 uur en 22 uur. 
Wauters had tevens een gastrol in F.C. De Kampioenen als politieagent (reeks 4, aflevering 'De motorfiets').
Huidig (anno 2022):
Luc Appermont · Cara Cobbaert · Anja Daems · Sandra Deakin · Karolien Debecker · Kim Debrie · Peter De Groot · Lars De Groote · Guy De Pré · Chris Dusauchoit · Dirk Ghijs · Peter Hermans · Wouter Landuyt · Filip Ledaine · Daan Masset · Caren Meynen · Sven Pichal · Marc Pinte · Harald Scheerlinck · Siska Schoeters · Benjamien Schollaert · Showbizz Bart · Sharon Slegers · Jo Van Damme · Niels Vandeloo · Sonny Vanderheyden · Cathérine Vandoorne · Christel Van Dyck · Ruben Van Gucht · Iris Van Hoof · Vanessa Vanhove · Britt Van Marsenille · David Van Ooteghem · Peter Verhulst · Dirk Vlaeyen · Pascal Vranckx · Albrecht Wauters
Voormalig:
Luk Alloo · Johan Anthierens · Nand Baert · Erik Baeyens · Wim Bary · Jos Baudewijn · Flor Berckenbosch · Marcel Beerten · Wilfried Bertels · Marc Brillouet · Els Broeckmans · Fred Brouwers · Edwin Brys · Ro Burms · Walter Capiau · Annemie Coppieters · Harry Creemers · Karel Daerden · Christoff · Conny De Boos · Hein Decaluwé · Jessie De Caluwe · Jo met de Banjo · Gust De Coster · Martin De Jonghe · Paula De Meulder · Els De Vuyst · Frank Dingenen · Michel Follet · Jacky Geerts · Jos Ghysen · Margriet Hermans · Irene Houben · Michel Ilsen · Rita Jaenen · Chris Jonckers · Tante Kaat · Luk de Laat · Jo Leemans · Leki · Kathy Lindekens · Kris Luyten · Micha Marah · Betty Mellaerts · Kaat Mendonck · Freek Neirynck · Line Ooms · Sven Ornelis · Katrien Palmers · Gerard Pollet · Julien Put · Hugo Raspoet · Niko Reynaert · Luk Saffloer · Karel Segers · Lennart Segers · Lutgart Simoens · Rudi Sinia · Dirk Somers · Dré Steemans · Jan Theys · Gene Thomas · Wiet Van Broeckhoven · Marc Van den Hoof · Dieter Vandepitte · Karin Van den Berghe · Thomas Van der Spiegel · Kurt Van Eeghem · Wim Van Gansbeke · Els Van Herzeele · Ilse Van Hoecke · Bert Van Molle · Jan Van Rompaey · Paula Van Wilder · Louis Verbeeck · Karel Vereertbruggen · Herwig Verhovert · Luc Verschueren · Johan Verstreken · Tom Vossen · Eddy Wally · Niels William · Edwin Ysebaert · Zaki
Laatste (per 2 januari 2009):
Joyce Beullens · Tom De Cock · Sebastian Decrop · Evy Gruyaert · Johan Henneman · Mark Heyninck · Anneleen Liégeois · Kris Luyten · Caren Meynen · Dave Peters · Marc Pinte · Thibaut Renard · Ann Reymen · Ben Roelants · Benjamien Schollaert · Elias Smekens · Stijn Smets · Lotte Stevens · Ann Van Elsen · Brecht Vanmeirhaeghe · Sofie Van Moll · David Van Ooteghem
Geschiedenis (1992–2009):
Jan Bosman · Ben Crabbé · Dominique Crommen · Erwin Deckers · Steve De Coninck-De Boeck · Kevin De Geest · Leen Demaré · Bart De Prez · Margot Derycke · Marc Deschuyter · Els Ermens · Michel Follet · Anne Gies · Jeroen Gorus · Walter Grootaers · Kristof Hayen · Geert Hoste · Mark Lefever · Kristien Maes · Kris Mannaerts · Luc Mertens · Johan Notenbaert · Sven Ornelis · Jaak Pijpen · Alexandra Potvin · Katja Retsin · Fien Sabbe · Bart Saerens · Mieke Scheldeman · Cara Van der Auwera · Iris Van Impe · Birgit Van Mol · Rob Vanoudenhoven · Evert Venema · Sofie Verbruggen · Ronald Verhaegen · Peter Verhulst · Jean Vijdt · Robin Vissenaekens · Albrecht Wauters · Niels William · Yasmine